# Philippe Cataldo
Pour les articles homonymes, voir Cataldo.
Philippe Cataldo, né le 24 août 1954 à Bône (Algérie), l'actuelle Annaba, est un compositeur et un chanteur français qui a interprété en 1986 le titre Les Divas du dancing, qui s'est classé 8e au Top 50, dont il a composé la musique, tandis que les paroles sont signées Jean Schultheis.

## Biographie
Né en Algérie française, il n'y reste qu'une courte période avant de s'installer avec sa famille à Perpignan en France[réf. nécessaire]. Intéressé très jeune par la musique, il se familiarise avec le chant et compose ses propres musiques.
Ce n'est qu'en 1983 que débute véritablement sa carrière : il signe chez son producteur Claude Puterflam et enregistre son premier single, J'aurai l'air de quoi, chez Flamophone. Ce premier coup d'essai obtient un succès d'estime, obtenant les faveurs des médias, et lui permet d'obtenir des nominations dans des prix musicaux.
Après un single (Laisse-la), il faut attendre 1986 pour qu'il connaisse le succès, avec le single Les Divas du dancing, dont il est compositeur et chanteur. À l'origine, cette composition musicale de Cataldo ne trouvait pas de paroles, jusqu'à ce que le musicien rencontre Jean Schultheis, qui signe les paroles de ce titre. À noter que « Le Mikado » et « La Diva » auxquels la chanson fait référence étaient à l'époque les deux discothèques de Mende (Lozère)[réf. nécessaire].
Sorti en 1986, Les Divas du dancing obtient un énorme succès, se classant dans les dix premières places du Top 50 et propulsant le chanteur de 32 ans sur le devant de la scène.
Mais ce succès fulgurant restera le seul, puisqu'en 1989 sort son quatrième et dernier single, qui passe complètement inaperçu. 
Après plus de quinze ans de silence, il revient sur scène en 2007. Il participe à la tournée RFM Party 80, un spectacle musical qui rassemble des chanteurs des années 1980 ayant été en tête du Top 50 et en 2012, il fait partie de la Summer Party 80. Début mars 2012, il s'est produit avec Joniece Jamison, Phil Barney et DJ Cyprien Rose, à l'occasion de l'ouverture d'une nouvelle salle de concerts, le Mood's, dans le 13e arrondissement de Paris.
Le 4 février 2015, il participe à la soirée des Restos du cœur à Carcassonne avec de nombreux artistes (Geoffrey Not, Jean-Bapiste Sparr-Trescases),.

## Singles
Note : Bien que J'aurai l'air de quoi fut classé dans les hit-parades en France, seul Les Divas du dancing fut classé au Top 50, le classement officiel des ventes de singles en France de 1984 à 1994.
- 1983 : J'aurai l'air de quoi / Un peu trop loin et après  #96[5]
- 1984 : Laisse-la / 	Plus le temps
- 1986 : Les Divas du dancing / En vol plané  #8[6]
- 1989 : Ne t'en fais pas / Ne t’en fais pas (instrumental)